# Иван Крамској
Иван Николајевич Крамској (Острогошк, 27. мај 1837 — Санкт Петербург, 6. април 1887) био је руски сликар и ликовни критичар. Био је интелектуални вођа руског демократског уметничког покрета у периоду 1860–1880.

## Биографија
Крамској је дошао из осиромашене буржујске породице. Од 1857. до 1863. студирао је на Академији уметности у Санкт Петербургу. Реаговао је против академске уметности и био је иницијатор „побуне четрнаесторице“ која је резултовала избацивањем са академиије групу својих дипломираних студената, који су организовали “Банду уметника” (рус. Артель художников).
Крамској је био један од главних оснивача и идеолога “Друштва за путујуће ликовне изложбе” (передвижници). У периоду 1863-1868 предавао је у школи цртања друштва за промоцију примењених уметности. Он је створио галерију портрета значајних руских писаца, научника, уметника и јавних личности (Лав Толстој 1873, Иван Шишкин 1973, Павел Третјаков 1876, Михаљ Шредрин 1879, Сергеј Боткин 1880) у којима је изразио једноставност композиције и јасноће представљања наглашавањем дубоких психолошких елемената карактера. Демократски идеали Крамскоја нашли су најсјајнији израз у његовим портретима сељака, који показују богатство карактерних детаља у представницима обичних људи.
У једној од Крамскојевих најпознатијих слика, Христ у пустињи (1872, Третјаковска галерија) он је наставио хуманистичку традицију Александра Иванова третирања религиозних субјеката у морално-филозофским условима. Он је прожео своју слику Христа драматичним искуствима у дубокој психолошкој и виталној интерпретацији, евоцирајући идеју његовог херојског жртвовања.
У стремљењима да прошири идеолошку изражајност својих слика, Крамској је створио уметност која је постојала на врху портретисања и жанр-сликарства („Некрасов у периоду Последњих песама“, 1877-78; „Непозната жена“, 1883; „Неутешна туга“, 1884; све из Третјаковcке галерије). Ове слике откривају сложене и искрене емоције својих субјеката, њихове личности и судбине. Демократска оријентација Крамскојеве уметности, његових акутних критичких судова о томе и његовог упорног трагања за објективним јавним критеријумима за вредновање уметности извршили су огроман утицај на развој демократске уметности и естетике у Русији у последњој трећини 19. века.

## Галерија
- Стари човек са штаком, 1872
- Христ у пустињи, 1872
- Портрет сликара Ивана Шишкина, 1873.
- Лав Толстој, 1873
- Иван Шишкин, 1880
- Марија Фјодоровна, 1880те
- Портрет непознате жене, 1883
- Владимир Соловљев, 1885
- Александар III, 1886
- Мина Мојсејев
- Портрет Павела Третјакова (1832–1898)
- Тарас Шевченко
- Фјодор Достојевски на својим носилима, 1881
- Месечина
- Полесник
- Сирене, 1871.